# Centro Médico Lady Davis Carmel
El Centro Médico Lady Davis Carmel está ubicado en Haifa, la ciudad más grande del norte de Israel, el Centro Médico Lady Davis Carmel se estableció en 1945 para atender a una población heterogénea de judíos, musulmanes, cristianos, beduinos y drusos.

## Historia

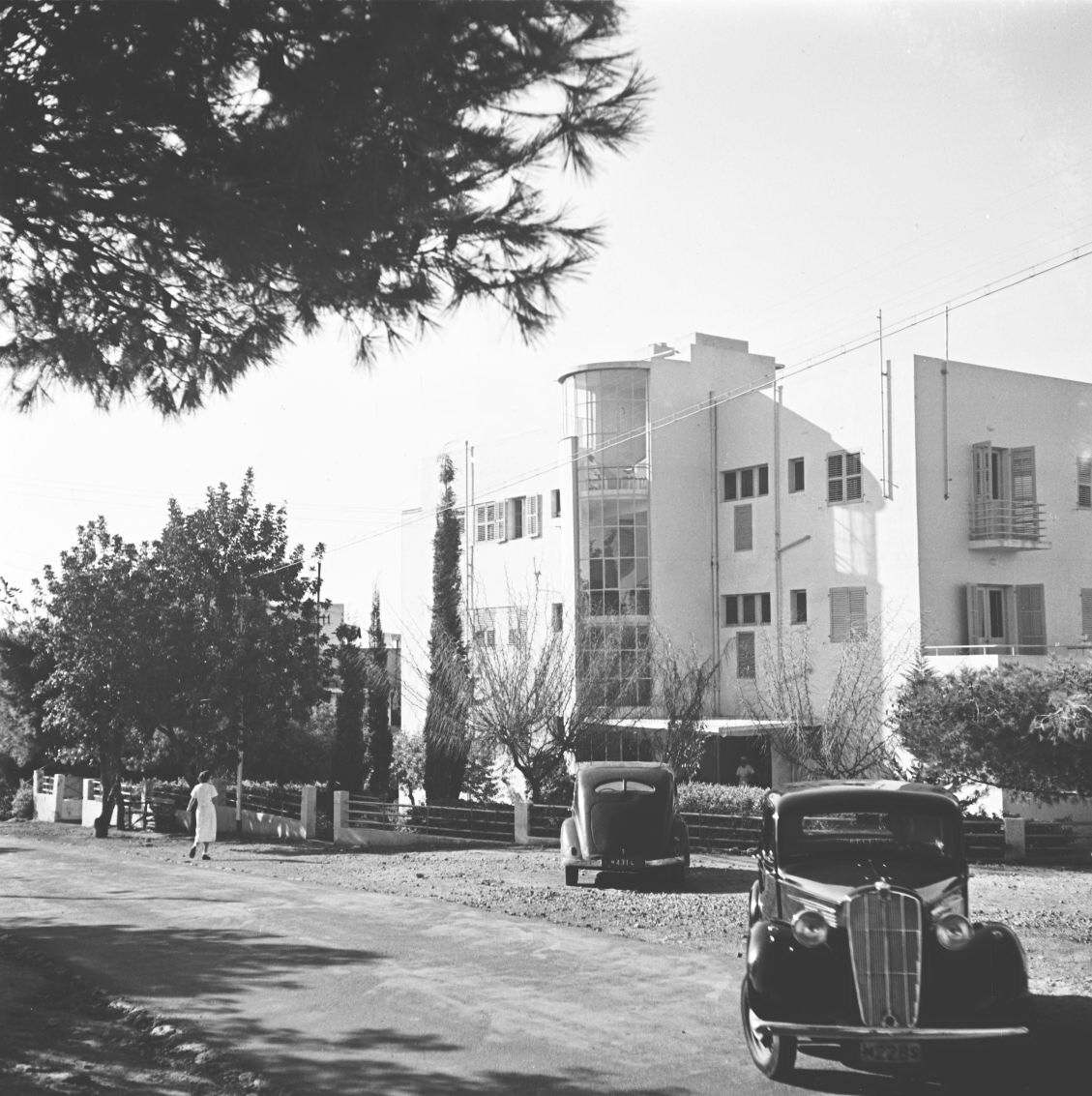
El hospital en 1947.

### Edificio antiguo
El hospital fue establecido originalmente en un edificio diseñado en 1935 por el arquitecto Moshe Gerstel, aparentemente como un hotel de tres pisos, pero debido al estallido de los acontecimientos por un lado y a la inmigración de judíos alemanes por el otro, fue  utilizado como hogar de la asociación de inmigrantes alemanes. Durante la Segunda Guerra Mundial, el hogar de inmigrantes fue cerrado, debido al cese de la inmigración y el lugar fue comprado por el fondo general del seguro médico, su principal objetivo era establecer un hospital para enfermedades internas. El iniciador de la creación del hospital y quien fue su director durante 25 años fue el Doctor Gerhard Rosenkranz, nacido en Alemania, que emigró a Eretz Israel en 1933.

### Edificio moderno
En 1976 se inauguró el actual edificio principal del hospital, un edificio de 7 pisos en la calle Michal. Su construcción se realizó según el diseño del arquitecto Yaakov Rechter. Ese mismo año, la mayoría de los departamentos del hospital fueron trasladados al edificio moderno y desde entonces se utiliza como edificio principal. El antiguo edificio sigue utilizándose como uno de los edificios activos del centro médico. El edificio antiguo alberga el departamento de geriatría, el departamento de diálisis y las clínicas ambulatorias del hospital, así como el departamento de medicina y epidemiología comunitaria, el centro de investigación sobre la esclerosis múltiple y el cerebro, y el centro nacional de control del cáncer. Como parte de las lecciones aprendidas de la Guerra del Líbano de 2006, en 2010 comenzaron a planificar y construir una nueva sala de urgencias para el hospital, cuyas paredes son de concreto armado de 60 centímetros de espesor, para que esté protegido contra los ataques de misiles. Con la finalización de las obras, a mediados de diciembre de 2011 se inauguró la sala de urgencias protegida.

## Acreditación

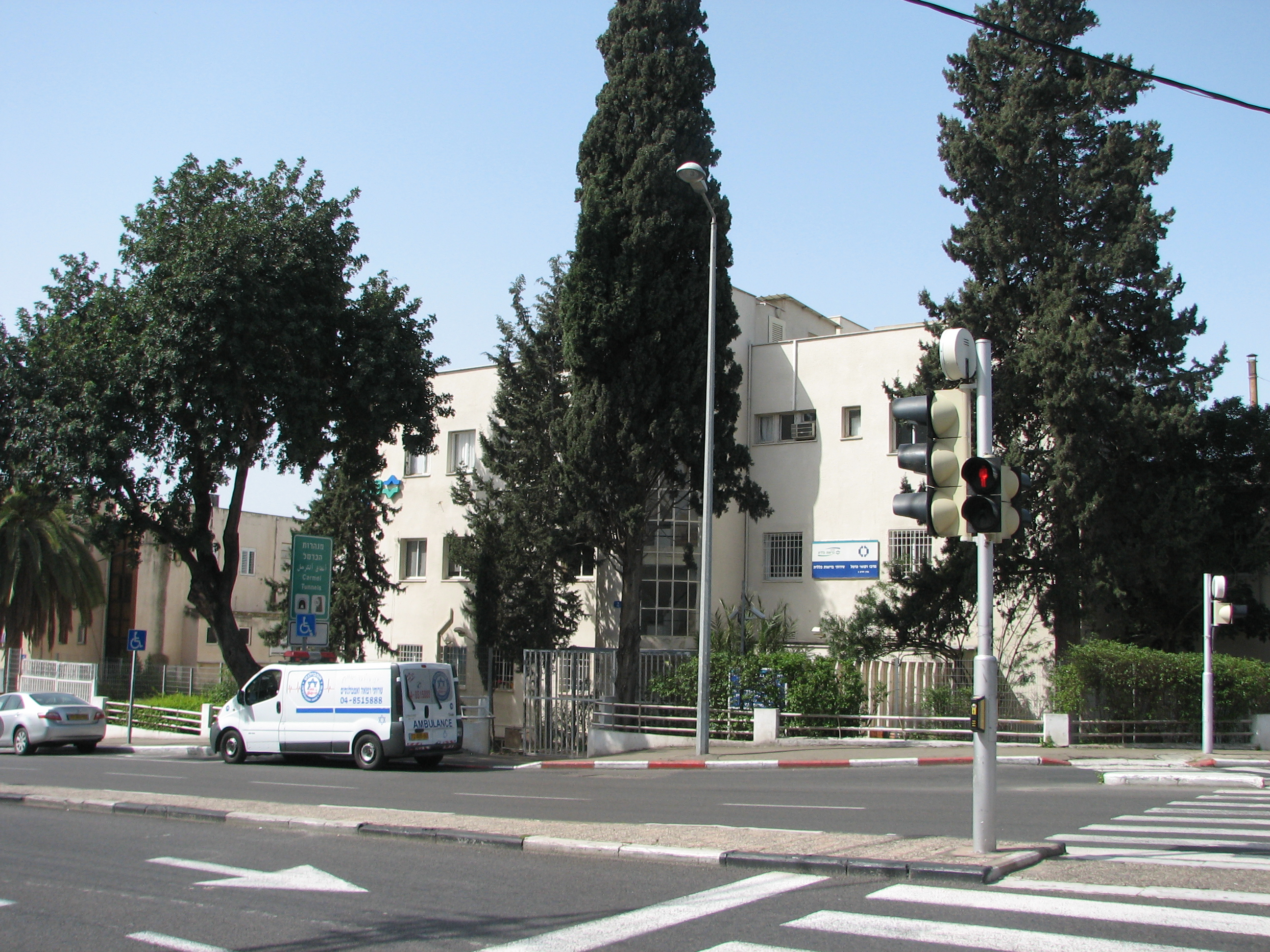
Centro Médico Carmel en Haifa, Israel.

Está acreditado por la comisión conjunta estadounidense internacional, para cumplir con los estándares hospitalarios de Estados Unidos. El Centro Médico Carmel, es el centro de coordinación nacional de Israel para la detección precoz del cáncer de mama y del cáncer de colon, está afiliado con la Facultad de Medicina Rappaport y con el Instituto Tecnológico Technion de Haifa. El Lady Davis es el principal hospital quirúrgico de Haifa y del distrito norte de Israel.

## Atención
Atiende a una comunidad con una alta tasa de fertilidad y una gran población inmigrante. La unidad cardiovascular del centro, fue el primer departamento en Israel en implantar un corazón artificial, y los especialistas vasculares del centro fueron los primeros en Israel en salvar la vida de un paciente, al implantar un estent intravascular aórtico.

## Pacientes
Carmel recibe referencias de pacientes, especialmente para procedimientos más complejos, de un área de influencia de 750.000 personas. Carmel trata a 72.000 pacientes y maneja 22.000 procedimientos quirúrgicos e invasivos, desde cirugías a corazón abierto hasta procedimientos espinales avanzados, anualmente. En promedio, el hospital opera al 100% de su capacidad. Cada día, 200 pacientes visitan su sala de emergencias.

## Instalaciones
El centro cuenta con departamentos de cardiología, angiología y cirugía vascular, cirugía torácica, salas de emergencia, departamentos ambulatorios y 4.400 camas de hospital. Su actividad se enfoca en la medicina familiar y comunitaria, ofrece servicios de diálisis, y realiza exámenes preventivos. Trata a 35.000 pacientes en sus hospitales.

## Logros
Sirve como centro de capacitación para los estudiantes matriculados en las facultades de medicina de Eretz Israel. El centro se considera una rama del Instituto Technion y de la Facultad de Medicina Rappaport, e integra las actividades de investigación académica con el trabajo clínico.